# 悠妃りゅう
悠妃 りゅう（ゆうひ りゅう、3月12日 - ）は、日本の漫画家。神奈川県出身。血液型はA型。2000年から小学館にて執筆中。

## 来歴・人物
2000年、小学館の『少女コミック』12月増刊号にて「Amore!」でデビュー 。
以後『Sho-Comi』を中心に執筆していたが、2009年からは同社の『プチコミック』に主な執筆の場を移した。
2011年5月、東日本大震災への募金活動を震災義援画集「がんがれ日本〜桜梅桃李〜」として、自身の直筆イラストを購入者全員にプレゼントという形で販売を行った 。
身長が175cm前後あり、「バタフライ・キス」連載時の主人公も同じく長身で悩んでいるという設定で作られ、「今まで描けなかった要素を詰め込んだ作品」と述べている。

## 作品一覧

### 読み切り作品
- Amore!（2000年『少女コミック』増刊12月15日号）
- 便利な彼女（2001年『少女コミック』増刊2月15日号）
- 天然牛乳姫（2001年『少女コミック』増刊6月15日号）
- B・BLUE（2001年『少女コミック』本誌17号）
- BabyBody（2001年『少女コミック』増刊10月15日号）
- OH MY GOD!（2001年『少女コミック』増刊12月15日号）
- 乞う御期待♥（2002年『少女コミック』本誌2号）
- 薔薇の伝言（2002年『少女コミック』本誌10号）
- お嬢なHoney（2002年『少女コミック』増刊8月15日号）
- 禁断の人魚（2002年『少女コミック』増刊10月15日号）
- ♥（アイ）MISS YOU（2002年『少女コミック』増刊12月15日号）
- 覚醒フルムーン（2003年『少女コミック』増刊2月14日号）
- 珠玉なオトメの育ちかた（2003年『少女コミック』本誌9号）
- ココロ紡ぐモノ（2003年『少女コミック』本誌14号）
- 恋愛診断+マニュアル（2004年『少女コミック』増刊2月14日号、同年『少女コミック』本誌13号）
- 獣欲エゴイズム（2004年『少女コミック』増刊4月15日号）
- 禁猟バタフライ（2004年『少女コミック』本誌8号）
- 禁・獣・教・師（2004年『少女コミック』増刊6月15日号）
- 劣情ダーリン（2004年『少女コミック』増刊8月15日号）
- 挑発姫（2004年『少女コミック』増刊10月15日号）
- ハラ×ハラ禁止令（2004年『少女コミック』本誌22号）
- いじわるヒーロー（2004年『少女コミック』増刊12月15日号）
- 大好き!竜之介さま（2005年『少女コミック』本誌1号）
- 王子降臨!!（2005年『少女コミック』増刊2月15日号）
- 幻想フルムーン（2005年『少女コミック』増刊4月15日号）
- 不機嫌なプリンス（2005年『少女コミック』増刊6月15日号）
- ラブ♥ラブ道場（2005年『少女コミック』本誌15号）
- オカルト色情奇譚〜真夏の誘惑者〜（2005年『少女コミック』本誌18号・別冊付録）
- 禁断天使〜カリスマ・ドール〜（2005年『少女コミック』増刊10月15日号）
- コイビト偏差値（2006年『少女コミック』本誌2号・別冊付録）
- 恋の欠片、さがして（2006年『少女コミック』増刊2月20日号）
- キミともっと×××（2006年『少女コミック』本誌6号）
- Love Lesson.com（2006年『少女コミック』増刊4月15日号）
- エロかわ♥大作戦（2006年『少女コミック』本誌8号・別冊付録）
- シンクロ♥ラブリー（2006年『少女コミック』本誌10号）
- ケダモノと姫君（2006年『少女コミック』増刊8月15日号）
- ハツコイエスケープ（2006年『少女コミック』本誌18号）
- キミニアツイキス。（2006年『少女コミック』増刊10月15日号）
- はずかしいほど、キミと（2007年『少女コミック』本誌5号）
- 美人泥棒（2007年『少女コミック』増刊4月15日号）
- 騎士のアカシ（2007年『少女コミック』本誌17号）
- メガネの恋わずらい（2008年『少女コミック』本誌1号）
- 誘惑ごっこ。（2009年『Sho-Comi』本誌3.4合併号・別冊付録）
- ホテルで恋をした（2009年『プチコミック』本誌3月号・別冊付録）
- 爪を立てて神に契れ（2009年『プチコミック』本誌5月号・別冊付録）
- 味見厳禁!!（2009年『プチコミック』本誌6月号・別冊付録）
- オンナにならなきゃダメですか（2009年『プチコミック』増刊7月号）
- シャチョーの生贄（2009年『プチコミック』本誌8月号）
- イイ男って何でしょうか?（2009年『プチコミック』本誌9月号・別冊付録）
- 野獣の蜜約（2009年『Sho-Comi』本誌17号・別冊付録）
- 彼は真夜中に目覚める（2009年『プチコミック』本誌10月号・別冊付録）
- 君に初めて甘える夜（2010年『プチコミック』増刊1月号）
- 渇愛〜もう一度愛しあえたら〜（2010年『プチコミック』本誌2月号・別冊付録）
- ふたりが美味しくできるまで（2010年『プチコミック』増刊4月号）
- あなたのキスでほどける瞬間（2010年『プチコミック』増刊6月号）
- 恋の病はキスで治して（2010年『プチコミック』本誌6月号）
- 先生と秘密を…（2010年『プチコミック』本誌7月号・別冊付録）
- 恋は嘘では終われない（2010年『プチコミック』増刊9月号）
- お願い熱くさせないで!（2010年『プチコミック』増刊12月号）
- イブには愛を誓わせて（2010年『プチコミック』本誌12月号・別冊付録）
- 罪より甘い恋をして（2011年『プチコミック』増刊3月号）
- 君の涙を抱きしめて（2011年『プチコミック』本誌3月号・別冊付録）
- 続きは社長室で…（2011年『プチコミック』本誌5月号・別冊付録）
- キミが髪に触れたなら（2011年『プチコミック』増刊6月号）
- 理系メガネの年下君。（2011年『プチコミック』増刊9月号）
- メガネのまま診ないで（2011年『プチコミック』本誌10月号・別冊付録）
- 官能密約〜禁じられた密室〜（2011年『プチコミック』増刊12月号）
- 悪魔は嘘で疼く（2012年『プチコミック』増刊3月号）
- 真夜中に誓いはいらない（2012年『プチコミック』増刊6月号）
- メガネ君は半熟Dr.（2012年『プチコミック』本誌6月号・別冊付録）
- 蝶と罪に濡れて（2012年『プチコミック』増刊9月号）

#### モバフラ配信作品
- 官能教師（2011年10月配信）
- 緊縛少女（2012年3月配信）

#### エッセイ
- 漫画家先生に聞いちゃおう!（2006年『少女コミック』本誌9号・別冊付録）
- 小笠原まさや 占いレポート（2006年『少女コミック』本誌10号・別冊付録）

### 連載作品
- 初♥恋むすび（2005年『少女コミック』22号 - 同年24号）
- すぺしゃる♥ダーリン（2006年『少女コミック』12号 - 同年14号）
- 恋するふたりの蜜なやりかた（2006年『少女コミック』22号 - 2007年2号）
- バタフライ・キス（2007年『少女コミック』9号 - 同年13号）
- こい♥すた（2007年『少女コミック』19号 - 同年24号）
- 花嫁さまは16歳（2008年『少女コミック』7号 - 同年11号）
- 花嫁さまは16歳 2nd season（2008年『少女コミック』14号 - 同年23号）

#### シリーズ連載
- お・い・し・いカレシ（2003年『少女コミック』増刊4月15日号）
- お・い・し・いカノジョ（2003年『少女コミック』増刊6月15日号）
- お・い・し・い♥（アイ）の繋ぎかた（2003年『少女コミック』増刊10月15日号）

## 刊行作品
- 初♥恋むすび
- すぺしゃる♥ダーリン
- Love Lesson.com
- 恋するふたりの蜜なやりかた
- バタフライ・キス
- こい♥すた
- 花嫁さまは16歳（全3巻）
- メガネの恋わずらい
- 誘惑ごっこ。
- 爪を立てて 神に契れ
- 野獣の蜜約
- ふたりが美味しくできるまで
- 先生と秘密を…
- メガネのまま診ないで
- 官能密約
- 官能教師
- はじめてのケダモノ（全10巻）
- 蝶とケダモノ
- S&M〜sweet marriage〜（既刊11巻）

以下オムニバス作品
- LOVE&SEX
- LOVE&BEST
- だめ いじわるH
- して わがままH
- 本能〜もっと乱れたい
- 放課後、制服を脱いで。
- 記念日〜特別なH〜